# Línea 906 (Argentina)
La línea 906 de autobuses operando comercialmente cómo Fluviales es una concesión de jurisdicción nacional para el transporte de pasajeros. El servicio está actualmente operado por la Empresa de Fluviales del Litoral, perteneciente al Grupo ERSA. 
Su recorrido conecta la localidad de Ciudad de Santa Fe, cabecera del departamento La Capital, Provincia de Santa Fe, con la localidad de Paraná, cabecera del departamento homónimo, Provincia de Entre Ríos.

## Recorrido
calles correspondientes a la ciudad de Santa Fe
- - DIRECTO - Ida:

Desde Terminal de Ómnibus Paraná, Dr. Ruiz Moreno, Antártida Argentina, Remedios de Escalada San Martín, Avda. Francisco Ramírez, Antonio Crespo, Avda. Gdor. Raúl Uranga, Ruta Nacional 168, Avda. Leandro Além, Avda. 27 de Febrero, Belgrano, Suipacha hasta Terminal de Ómnibus Santa Fe. 

Todas las unidades están equipadas con Internet Inalámbrica

- - DIRECTO - Vuelta:

Desde Terminal de Ómnibus Santa Fe, Belgrano, Suipacha, Las Heras, Avda. 27 de Febrero, Avda. Leandro Além, Ruta Nacional 168, Avda. Gdor. Raúl Uranga, Avda. Francisco Ramírez, Dr. Ruiz Moreno hasta Terminal de Ómnibus Paraná. 
- - INTERNO - Ida:

Desde Terminal de Ómnibus Paraná, Dr. Ruiz Moreno, Antártida Argentina, 25 de Mayo, Belgrano-Salta, Bvard. Güemes, Avda. Laurencena, Antonio Crespo, Avda. Gdor. Raúl Uranga, Ruta Nacional 168, Bvard. Gálvez, Pedro Vittori, Mariano Comas, San Jerónimo, Suipacha hasta Terminal de Ómnibus Santa Fe. 
- - INTERNO - Vuelta:

Desde Terminal de Ómnibus Santa Fe Belgrano, Suipacha, Las Heras, Avda. 27 de Febrero, La Rioja, Rivadavia, Bvard. Gálvez, Ruta Nacional 168, Avda. Gdor. Raúl Uranga, Avda. Francisco Ramírez, Andrés Pazos, La Rioja, Gral. Urquiza, Avda. Francisco Ramírez, Dr. Ruiz Moreno hasta Terminal de Ómnibus Paraná.
 Servicio diurno y nocturno.
|  | BUS2 | KBHFa |  |

|  | STR+l | ABZgr |  |

|  | HST | STRg |  |

|  | STRf | HST |  |

|  | HST | STRg |  |

|  | STRf | HST |  |

|  | HST | STRg |  |

|  | STRf | HST |  |

|  | HST | STRg |  |

|  | STRf | HST |  |

|  | HST | STRg |  |

|  | ABZg+l | STRr |  |

|  | HST |

|  | STR |

|  | KRZWu |

|  | STR |

|  | hKRZWae |

|  | STR |

|  | BHF |

|  | BHF |

|  | BHF |

|  | BHF |

|  | hKRZWae |

|  | STR |

|  | HST |

|  | ABZgl | STR+r |  |

|  | HST | STRg |  |

|  | STRf | HST |  |

|  | HST | STRg |  |

|  | STRf | HST |  |

|  | HST | STRg |  |

|  | STRf | HST |  |

|  | STRl | ABZg+r |  |

|  | BUS2 | KBHFe |  |